# Lana Ščuka
Lana Ščuka est une joueuse slovène de volley-ball née le 6 octobre 1996 à Ljubljana. Elle mesure 1,85 m et joue au poste de réceptionneuse-attaquante. 

## Clubs
| Club                 | De        | À         |
| -------------------- | --------- | --------- |
| OK Vital Ljubljana   | 2006-2007 | 2012-2013 |
| OK Kamnik            | 2013-2014 | 2014-2015 |
| LJ Volley Modena     | 2015-2016 | 2015-2016 |
| Pallavolo Filottrano | 2016-2017 | 2017-2018 |
| GEN-I Volley         | 2018-2019 | 2018-2019 |
| VBC Casalmaggiore    | 2019-2020 | 2019-2020 |
| Yeşilyurt İstanbul   | 2020-2021 | …         |

## Palmarès

### Équipe nationale
- Championnat du monde des moins de 23 ans
  - Finaliste : 2017.
- Championnat d'Europe des moins de 19 ans
  - Finaliste : 2014.

### Clubs
- Championnat de Slovénie
  - Vainqueur : 2015.
  - Finaliste : 2014, 2019.
- Coupe de Slovénie
  - Vainqueur : 2014.